# BIOS-3
BIOS-3 fue un ecosistema cerrado del Instituto de Biofísica en Krasnoyarsk, Siberia, en lo que fue la Unión Soviética, siendo el precursor del Biosfera 2 estadounidiense en las disputas por la supremacía tecnológica típicas de la Guerra fría.

## Antecedentes
Su construcción comenzó en 1965, y se completó en 1972. BIOS-3 consistía en un hábitat de 315 metros cúbicos (11,124 pies cúbicos) diseñado para acoger a tres personas. Estaba dividido en 4 compartimentos — uno de los cuales era un área para los huéspedes. Otros estaban destinados a cultivar algas, verduras y cereales, para aprovisionar a los habitantes. No era por completo independiente de su entorno puesto que la energía eléctrica y algunos alimentos se importaban desde el exterior, pero el agua se reciclaba, y el equilibrio entre oxígeno y dióxido de carbono se mantenía por la acción de las algas.
Inicialmente otro compartimento fue un cultivo de algas y los otros dos (fitrones) para el crecimiento de trigo u hortalizas. Posteriormente, el cultivo de algas fue convertido en un tercer fitrón. Un nivel de luz comparable con la luz solar fue suministrado en cada uno de los cuatro compartimentos por 20 lámparas de xenón de 6 kW, enfriadas con camisas de agua. La instalación utilizaba 400 kW de electricidad, suministradas por una estación eléctrica cercana.
El alga Chlorella fue utilizada para reciclar aire respirado por humanos, absorbiendo el dióxido de carbono y reemplazándolo con oxígeno mediante la fotosíntesis. El alga fue cultivada en tanques apilados bajo luz artificial. Para conseguir un equilibrio de oxígeno y dióxido de carbono, un humano necesitaría 8 metros cuadrados de Chlorella expuesta. El aire fue purificado por compuestos orgánicos más complejos calentándolo a 600 °C en presencia de un catalizador. El agua y los nutrientes fueron almacenados por adelantado y también fueron reciclados. En 1968, la eficiencia del sistema había alcanzado el 85% del agua reciclada. La carne desecada fue importada a la instalación y la orina y las heces fueron generalmente secadas y almacenadas, más que recicladas.
Las instalaciones de BIOS-3 se usaron para dirigir 10 experimentos con uno de los tres hombres del equipo. El experimento más largo con un equipo de tres hombre duró 180 días (entre 1972 y 1973). El complejo se usó por lo menos hasta 1984, y aparentemente aún está disponible para experimentos (a fecha de 2004).
En 1986, el Dr. Josef Gitelson, director del Instituto de Biofísica (IBP) en Krasnoyarsk y desarrollador de la biosférica y del proyecto BIOS, se reunió con Oleg Gazenko, Mark Nelson, John Allen y otros involucrados en Biosphere 2, lo que condujo a más cooperación. En 1989, un grupo de la Biosfera 2 visitó las instalaciones de BIOS-3. Mark Nelson y John Allen han reconocido la importancia de BIOS-3 y los conocimientos rusos para Biosfera 2.

## Investigación posterior
En 1991, se creó el Centro Internacional de sistemas ecológicos cerrados. El Centro Internacional es parte de Instituto de Biofísica de Krasnoyarsk.
El objetivo del Centro de Investigación estaba basado en el estudio del ciclo de la materia en la biosfera terrestre, los prototipos y modelos de ecosistemas cerrados durante una larga vida en el entorno terrestre extremo y espacial.
En 2005 se inició la construcción de nuevos ecosistemas en Krasnoyarsk con el apoyo de la Agencia Espacial Europea (ESA). Un estudio sobre reciclaje y el cultivo de plantas en ecosistemas cerrados. 